# عبر القطب الجنوبي
عبر القطب الجنوبي أو بالحروف اللاتينية Transantarcticaو تنطق ترانزانتاركتيكا هي رحلة وبعثة علمية وبشرية عالمية همت عبور القطب الجنوبي بالكامل، بلغت المسافة المقطوعة 6300 كلم تارة على الاقدام وتارة على العربات المجرورة بواسطة الكلاب كانت مدتها 219 يوم ما بين 1989 و 1990.كانت أول رحلة عبور للقطب الجنوبي بدون اية مساعدة ميكانيكية واعتبرت أيضا الأطول مسافة.

## اصل الفكرة
ولد المشروع حين التقى جان لويس ايتينو ويل ستيجر سنة 1986 في القطب الشمالي بينما كان الأول يقوم برحلة احادية في القطب الشمالي واعتبروه تحديا، وذلك لعبور القطب الجنوبي من أطول قطر له في خط الطول °90 خلال فصل الصيف لجلب انظار العالم حول اهمية معاهدة أنتاركتيكا التي شارفت على الانتهاء.فيفي كانون الأول / ديسمبر1987في مؤتمر صحفي عقده ستيجر وجان لوي اتيان في نادي المستكشف بنيويورك تم الإعلان رسميا عن المشروع، بعد جمع نصف الموارد المالية اللازمة للرحلة المقدرة ب16 ميون دولار.

## التحضيرات
بسسبب قساوة المناخ القطبي (ما بين -25 درجة مئوية و-70 درجة مئوية في تموز / يوليو آب / أغسطس، ما بين -10 درجة مئوية و-35 درجة مئوية في كانون الثاني / يناير كانون الأول / ديسمبر)لم تسمح لاعضاء الرحلة بالاعتماد الكلي على انتظام الرحلات الجوية التي ستزودهم بالمؤن اللازمة لبقائهم على قيد الحياة، لذا قامت الشركة الكندية إدفينتور نيتوورك بوضع مخازن للطعام على طول الطريق حتى جبل تييل قبل عدة أشهر على الرحلة. وقد كلفت هذه العملية 1.5 مليون دولار وقام السوفيات باكمال التزويد بالمؤن نتيجة عطل في الطائرات الكندية.

## تطور الاحداث

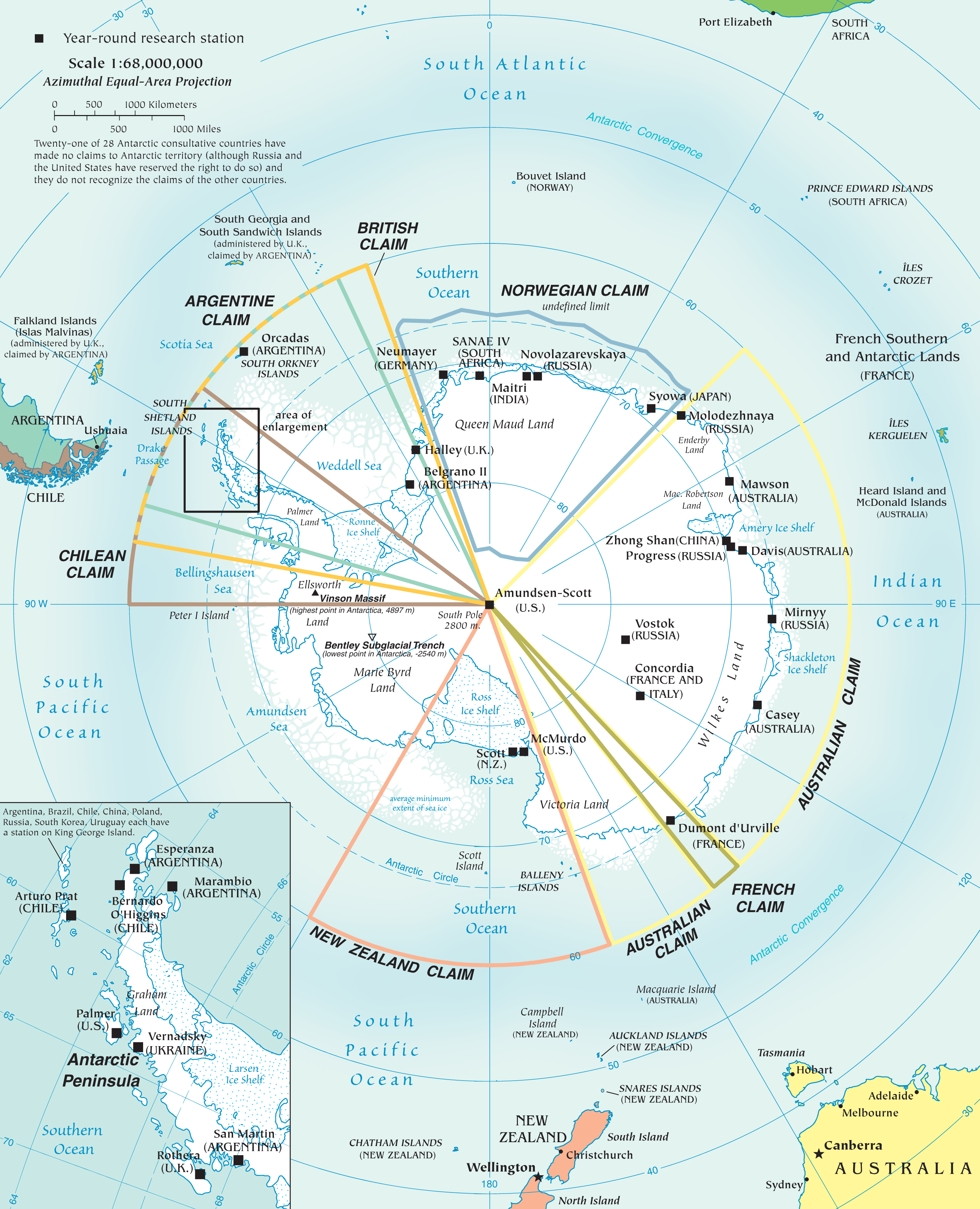

في 25 يوليو 1989 ،انطلقت الرحلة في طرف شبه الجزيرة في سيل نوناتاك، فوق ثلاثة زلاجات تحمل 400 كلم من المواد الغذائية والمعدات واثني عشر كلبا.
مشى الرجال وتزلجوا وقطعوا 33 كلم مدة 7 ساعات في اليوم رغم الظروف القاسية. في أوائل كانون الأول / ديسمبر، على بعد حوالي 300 كلم من القطب في جبال تيل، قاربت المؤن والغذاء على النفاذ نتيجة مشاكل الطائرة الكندية. فباع السوفيات مساعدات طارئة من احتياطاتهم.كانون الأول / ديسمبر وصلوا إلى القطب الجنوبي بالقاعدة الأمريكية أموندسن سكوت. في مطلع شباط / فبراير 1990، انضموا إلى القاعدة الروسية الموجودة في فوستوك.في 3 مارس 1990 وصلوا إلى المحطة السوفياتية ميرني، على الساحل الشرقي للقارة في بداية فصل شتاءالقطب الجنوبي.
هذه الرحلة قد جمعت عدة رجال من جنسيات مختلفة:
| الاسم              | البلد                      |
| ------------------ | -------------------------- |
| Keizo Funatsu      | اليابان                    |
| Jean-Louis Étienne | فرنسا                      |
| Viktor Boyarsky    | الاتحاد السوفياتي          |
| Will Steger        | الولايات المتحدة الأمريكية |
| Tchin Daho         | الصين                      |
| Geoff Sumer        | المملكة المتحدة            |
| Ibrahim Aalem      | المملكة العربية السعودية   |